# La Mouche (film, 1954)
Pour les articles homonymes, voir La Mouche.
Pour plus de détails, voir Fiche technique et Distribution.
La Mouche (Die Mücke) est un film allemand réalisé par Walter Reisch, sorti en 1954.

## Fiche technique
- Titre : La Mouche
- Titre original : Die Mücke
- Réalisation : Walter Reisch
- Scénario : Walter Reisch
- Musique : Peter Kreuder
- Photographie : Kurt Hasse
- Montage : Ilse Voigt
- Production : Emile J. Lustig
- Société de production : Fama-Film
- Pays :  Allemagne de l'Ouest
- Genre : Drame et thriller
- Durée : 110 minutes
- Dates de sortie : 
  -  Allemagne de l'Ouest : 18 octobre 1954

## Distribution
- Hilde Krahl : Vilma
- Margot Hielscher : Jeanette
- Gustav Knuth : Karrari
- Bernhard Wicki : Hugo
- Walter Janssen : Lotsch
- Herbert Wilk : Sekretär
- Blandine Ebinger : Mme. von Felde
- Isolde Hinz : Mimi
- Ingeborg Christiansen : Ertha
- Carl Voscherau
- Axel Monjé
- Charlotte Ander

## Distinctions
Le film a été présenté en sélection officielle en compétition au Festival de Cannes 1955.